# Teito monogatari
Teito monogatari (帝都物語? lett. "Racconti della capitale") è una saga letteraria fantasy/horror dello scrittore giapponese Hiroshi Aramata e pubblicata da Kadokawa Shoten.

## Generalità
Il primo romanzo fu pubblicato nel 1985 dalla Kadokawa shoten e diventò un bestseller, con oltre 3,5 milioni di copie vendute. Da allora la serie ha goduto un grosso seguito nell'ambito della letteratura pop giapponese, ed ha raggiunto i dodici volumi pubblicati, invece dei dieci inizialmente previsti.
È stato scritto anche un volume speciale, inteso come storia a sé ambientata in epoca contemporanea. Esistono anche varie serie di spin-off realizzate per elaborare i personaggi e alcuni aspetti della trama della serie principale.

## Trama
La storia di Teito monogatari tratta della storia dello sviluppo di Tokyo raccontata da una visuale occultista. La trama narra di vari personaggi provenienti da varie generazioni e le loro battaglie contro il malvagio stregone Yasunori Kato, determinato a distruggere la città di Tokyo.
Aramata fa comparire una varietà di personaggi storici che interpretano ruoli fondamentali nella trama. Tra queste figure compaiono:
- Kōda Rohan
- Mori Ōgai
- Torahiko Terada
- Makoto Nishimura
- Gakutensoku
- Shibusawa Eiichi
- Kyōka Izumi
- Masatoshi Ōkōchi
- Noritsugu Hayakawa
- Yukio Mishima

La cronologia dei primi 10 volumi va dal 1908 al 1999, mentre l'undicesimo e il dodicesimo vanno indietro e riscrivono la storia iniziando dal 1945 (ignorando molti elementi del quinto e del decimo volume).

## Volumi pubblicati
Il numero delle pagine dei libri varia dalle 250 alle 500 pagine.
1. Great Spirit of Tokyo
2. City of the Demon
3. The Great Earthquake (riferimento al grande terremoto di kanto avvenuto nel 1923)
4. Movement of the Dragon
5. Advent of the Devil
6. The Phoenix
7. Rampant Evil (The Demon's Journey of 100 Nights)
8. Shrine of the Future
9. Power of the Morning Spirit
10. Resurrection
11. Great War in the Capital
12. Greater East Asia
13. Teito monogatari gaiden

## Spin off
- La serie Sim-feng sui (シム・フースイ, Shimu-Fūsui): narra di Tatsuto Kurota, il nipote dell'esperto di feng shui Shigemaru Kuroda apparso nei primi quattro volumi di Teito Monogatari, che combatte contro vari disturbi spirituali intorno al Giappone.
- Teito gendan (帝都幻談): un prequel di Teito monogatari ambientato nell'epoca Edo.
- Shin Teito monogatari (新帝都物語): un seguito di Teito gendan, ambientato durante il Bakumatsu.
- Teito Monogatari miroku (帝都物語異録): narra delle origini segrete di Kato Yasunori.

Nel 2005 è stato realizzato il film Yōkai daisensō (妖怪大戦争, 'La grande battaglia dei mostri'), spin-off diretto da Takashi Miike, in cui Kato Yasunori guida un esercito di yōkai nell'invasione di Tokyo.

## OAV
Nel 1991 è stata realizzata una miniserie di 4 OAV che narrano degli eventi dei primi quattro volumi di Teito monogatari.

## Film
Nel 1988 è stato prodotto dalla Exe Studios un adattamento cinematografico, anche questo tratto dai primi quattro volumi della serie, distribuito dalla Toho per il mercato internazionale con il titolo Tokyo the last megalopolis. Il film raggiunse l'ottava posizione nella classifica dei film più visti di quell'anno.
Il film venne pubblicato in italia in edizione Home Video dalla Yamato Video con il titolo Megalopolis:la maledizione di Tokyo.